# Wincenty Głębocki
Wincenty Głębocki herbu Doliwa (ur. 5 kwietnia 1858 w Psarskiem k. Pniew, zm. 22 lutego 1903 w Ostrowie) – polski ksiądz, pedagog – prefekt.

## Życiorys
Ukończył Gimnazjum św. Marii Magdaleny w Poznaniu (1879). Uczył się na Wydziale Prawa Uniwersytetu Wrocławskiego (1879-1883). We Wrocławiu był aktywnym członkiem Towarzystwa Literacko-Słowiańskiego. W latach 1885–1887 studiował teologię na uniwersytecie w Würzburgu. W 1887 roku rozpoczął roczny kurs w seminarium praktycznym w Gnieźnie. W 1888 roku przyjął święcenia kapłańskie. Od tego samego roku wikariusz w parafii św. Stanisława w Ostrowie. Od 1902 roku katolicki kapelan garnizonu ostrowskiego.
Od 1889 roku nauczyciel religii w Królewskim Gimnazjum w Ostrowie, a także w ostrowskiej Państwowej Wyższej Szkole Żeńskiej. W 1895 roku złożył we Wrocławiu państwowy egzamin nauczycielski (uprawnienia do nauczania religii oraz języków polskiego i hebrajskiego), a podczas pracy w Gimnazjum Męskim uzyskał tytuł Oberlehrer (Starszy Nauczyciel).
Uwielbiany przez młodzież, należał do najwybitniejszych i najbardziej szanowanych nauczycieli Królewskiego Gimnazjum w Ostrowie. Pracę pedagoga kontynuował pomimo ciężkiej choroby (kamica nerkowa i choroba żołądka). Uchodził za wymagającego, ale sprawiedliwego. Reprezentował poglądy umiarkowane, ale zawsze podkreślał swoją polskość i znany był w Ostrowie jak "protektor uczniów Polaków". Tak długo jak to było możliwe wykładał religię po polsku, ponieważ uważał, że prawdy wiary można zrozumieć dobrze tylko w ojczystym języku. Pod koniec XIX i na początku XX wieku był też jedynym prefektem polskiej narodowości uczącym w Królewskim Gimnazjum. Bliski przyjaciel jednego z najwybitniejszych dyrektorów szkoły, Niemca Huberta Beckhausa. Położył też znaczne zasługi w rozwoju ostrowskiego Gimnazjum Żeńskiego.
Po śmierci został pochowany na ostrowskim Starym Cmentarzu, obok księdza Augustyna Szamarzewskiego. Jego pogrzeb 26 lutego 1903 roku zakończył się manifestacją z udziałem mieszkańców i młodzieży-wychowanków.